# Arabia Saudyjska na Plażowych Igrzyskach Azjatyckich 2012
Arabię Saudyjską na III Plażowych Igrzyskach Azjatyckich w 2012 roku reprezentowało pięciu zawodników, wyłącznie mężczyzn. Był to drugi start reprezentacji Arabii Saudyjskiej na plażowych igrzyskach azjatyckich.

## Wyniki

### Motoparalotniarstwo
W tej dyscyplinie wzięło udział pięciu saudyjskich zawodników. Startowali w trzech konkurencjach indywidualnych i jednej drużynowej. W lataniu ekonomicznym najlepszy wynik uzyskał Al-Abdullah zdobywając 52 punkty i zajmując 5. miejsce. W lataniu precyzyjne najwyższą lokatę uzyskał Al-Zakri zajmując 21. pozycje z dorobkiem 84 punktów. W kombinacji indywidualnej Al-Abdullah zdobył 123 punkty i zajął 17. miejsce, co było najwyższą pozycją wśród Saudyjczyków. W kombinacji drużynowej Arabia Saudyjska zajęła 6. miejsce.
Zawodnicy:
- Abdulbari Al-Abdullah
- Fahad Al-Zakri
- Hussain Al-Hendi
- Mohammed Al-Garni
- Abdullah Al-Assaf

Konkurencje indywidualne
| Zawodnik              | Latanie ekonomiczne | Latanie ekonomiczne | Latanie precyzyjne | Latanie precyzyjne | Kombinacja ind. | Kombinacja ind. | Kombinacja druż. | Kombinacja druż. |
| Zawodnik              | Punkty              | Miejsce             | Punkty             | Miejsce            | Punkty          | Miejsce         | Punkty           | Miejsce          |
| --------------------- | ------------------- | ------------------- | ------------------ | ------------------ | --------------- | --------------- | ---------------- | ---------------- |
| Abdulbari Al-Abdullah | 52                  | 5.                  | 71                 | 25.                | 123             | 17.             | 304              | 6.               |
| Fahad Al-Zakri        | 13                  | 22.                 | 84                 | 21.                | 97              | 24.             | 304              | 6.               |
| Hussain Al-Hendi      | 13                  | 22.                 | 66                 | 26.                | 79              | 27.             | 304              | 6.               |
| Mohammed Al-Garni     | 6                   | 25.                 | 64                 | 28.                | 70              | 28.             | 304              | 6.               |
| Abdullah Al-Assaf     | 0                   | 30.                 | 34                 | 30.                | 34              | 30.             | 304              | 6.               |